# Đức Hoành
Châu tự trị dân tộc Thái, Cảnh Pha Đức Hoành (德宏傣族景颇族自治州; Hán Việt: Đức Hoành Thái tộc Cảnh Pha tộc Tự trị châu), là một châu tự trị tỉnh Vân Nam, Cộng hòa Nhân dân Trung Hoa.

## Các đơn vị hành chính
Châu tự trị dân tộc Thái, tộc Cảnh Pha Đức Hoành quản lý các đơn vị cấp huyện sau:

### Các quận nội thành
Quận: Châu tự trị này không có quận nội thành.

### Các thành phố cấp huyện
Châu tự trị này có các thành phố cấp  huyện (huyện cấp thị) sau:
- Mang (trước đây là Lộ Tây 潞西市)
- Thụy Lệ 瑞丽市
- Lương Hà 梁河县
- Doanh Giang 盈江县
- Lũng Xuyên 陇川县